# NGC 2269
NGC 2269 је расејано звездано јато у сазвежђу Једнорог које се налази на NGC листи објеката дубоког неба.
Деклинација објекта је + 4° 37' 28" а ректасцензија 6h 43m 17,0s. Привидна величина (магнитуда) објекта NGC 2269 износи 10,0. NGC 2269 је још познат и под ознакама OCL 524.